# Kreuz-Bucht
Die Kreuz-Bucht (russisch Залив Креста, Saliw Kresta) ist ein Teil des Anadyrgolfs der Beringsee und liegt im Süden der Tschuktschen-Halbinsel in Russland. Administrativ gehört sie zum Autonomen Kreis der Tschuktschen.

## Geschichte
Die Bucht wurde im Jahr 1648 während einer Expedition unter der Leitung von Semjon Deschnjow entdeckt. Kartografiert wurde sie jedoch erst im Jahr 1665 von Kurbat Iwanow unter dem Namen Notschan. Ihren heutigen Namen bekam die Bucht im Jahr 1728 von Vitus Bering in Anlehnung an das Fest der Heiligen Kreuzes.

## Natur
Die Bucht ist etwa 100 km lang und bis zu 45 km breit. Die Breite am Eingang beträgt 25 km, die Tiefe erreicht bis zu 70 m. Um die steilen Ufer herum erstreckt sich die Tundra, im Norden findet sich teilweise auch Bergtundra.
Am östlichen Ufer liegt das Dorf Konergino, am westlichen das Dorf Uelkal. Nördlich liegt die Siedlung städtischen Typs Egwekinot. Einige kleinere Flüsse münden in die Bucht, der größte von ihnen heißt Tnekweem.
Zu den vorkommenden Arten gehören Robben, Walrosse und Wale.

## Sonstiges
Nördlich der Kreuz-Bucht liegt der gleichnamige Regionalflughafen (ICAO-Code UHME), der durch Chukotavia von Anadyr aus angeflogen wird.